# Waldemar von Hennigs
Waldemar Gustav Carl von Hennigs (* 1. Juli 1849 in Stremlow; † 1. Juni 1917 in Steglitz) war ein preußischer Generalleutnant.

## Leben

### Herkunft
Waldemar war das sechste von neun Kindern des Rittergutsbesitzers Albert von Hennigs und dessen Ehefrau Kathinka, geborene Baronesse von Fock. Der spätere preußische General der Kavallerie Victor von Hennigs war sein ein Jahr älterer Bruder. 

### Militärkarriere
Nach dem Besuch des Potsdamer Kadettenkorps wurde Hennigs am 13. Juni 1866 als charakterisierter Portepeefähnrich dem Pommerschen Jäger-Bataillon Nr. 2 der Preußischen Armee überwiesen. Am 13. Oktober 1866 erhielt er das Patent zu diesem Dienstgrad und wurde am 14. November 1867 zum Sekondeleutnant befördert. Als solcher war Hennigs ab 24. März 1870 Bataillonsadjutant. In dieser Stellung nahm er während des Krieges gegen Frankreich 1870/71 an den Schlachten bei Gravelotte und Villiers sowie der Belagerung von Paris teil. Vom 3. Dezember 1870 bis 2. März 1871 war Hennigs Führer der mobilen 2. Kompanie und erhielt das Eiserne Kreuz II. Klasse.
Am 14. Oktober 1873 folgte seine Versetzung nach Ratzeburg in das Lauenburgische Jäger-Bataillon Nr. 9 und am 15. April 1875 wurde Hennigs zum Premierleutnant befördert, bevor man ihn ab 1. Oktober 1875 für ein Jahr zur Dienstleistung beim 1. Thüringischen Infanterie-Regiment Nr. 31 kommandierte. Als Hauptmann kam Hennigs bei gleichzeitiger Ernennung zum Kompaniechef am 16. August 1881 in das Garde-Schützen-Bataillon, erlebte dort 1888 das Dreikaiserjahr und nahm besonders an der Trauerparade für Wilhelm I. teil. Am 23. Mai 1890 wurde er Major und am 27. Januar 1891 nach Hannover in das Füsilier-Regiment „General-Feldmarschall Prinz Albrecht von Preußen“ (Hannoversches) Nr. 73 versetzt. Dort ernannte man ihn am 16. Juni 1891 zum Kommandeur des I. Bataillons.
Mit Datum vom 14. Mai 1894 schied Hennigs aus der Armee, trat zur Kaiserlichen Marine über und wurde dort Kommandeur des I. Seebataillons in Kiel. In diese Zeit fielen in den Monaten Juni und Juli 1895 die Feierlichkeiten zur Inbetriebnahme des Kaiser-Wilhelm-Kanals. Der Musikdirigent des Seebataillons Hasselmann komponierte dazu den „Hennigs-Marsch“ und den nach seiner Tochter Elfriede von Hennigs, die später den Hauptmann Viktor Cramer von Clausbruch heiratete, benannten „Elfrieden-Walzer“. 
Nachdem er am 18. Juli 1896 noch zum Oberstleutnant befördert worden war, trat Hennigs zum 12. September 1896 wieder in die Armee ein und wurde als etatsmäßiger Stabsoffizier im Großherzoglich Mecklenburgischen Grenadier-Regiment Nr. 89 angestellt. Unter Beförderung zum Oberst am 25. März 1899 wurde er Kommandeur des Infanterie-Regiments „von Wittich“ (3. Hessisches) Nr. 83 in Kassel und am 11. April 1902 mit der Führung der 85. Infanterie-Brigade in Straßburg beauftragt. Unter gleichzeitiger Beförderung zum Generalmajor folgte am 19. Juni 1902 seine Ernennung zum Kommandeur dieser Brigade, die Hennigs bis zum 19. Juli 1904 kommandierte. Anschließend wurde er in Genehmigung seines Abschiedsgesuches mit der gesetzlichen Pension zur Disposition gestellt. Am 13. September erhielt Hennigs den Charakter als Generalleutnant.
Zu Beginn des Ersten Weltkriegs wurde Hennigs als z.D.-Offizier wiederverwendet und war als stellvertretender Inspekteur der Landwehr-Inspektion Graudenz tätig. Er zog sich eine Verwundung zu und erhielt das Eiserne Kreuz I. Klasse. Er starb am 1. Juni 1917 in Berlin-Steglitz – ein Jahr nach der Feier seines 1916 begangenen goldenen Militärjubiläums – an der Folgen seiner Verwundung.
Er war Rechtsritter des Johanniterordens.

### Familie
Hennigs heiratete am 16. Januar 1874 Eva Maria (* 22. Februar 1855; † 11. August 1926), Tochter des Gutsbesitzers Georg Koch auf Buggow. Das Paar hatte zwei Kinder.